# Bankenregulierung
Bankenregulierung ist die vom Staat wahrgenommene Bankenaufsicht über Kreditinstitute und Marktregulierung des Bankenmarkts mit Hilfe von Rechtsnormen, deren Einhaltung durch die Bankenaufsicht überwacht wird.

## Allgemeines
Die Begriffe Bankenaufsicht und -Regulierung sind nicht scharf voneinander getrennt und werden zum Teil als Synonyme verwendet. Hier verstehen wir unter Bankenregulierung das Festlegen allgemeiner Regeln, während Bankenaufsicht das Durchsetzen dieser bezeichnet.
Ein marktwirtschaftlich orientiertes Wirtschaftssystem wird hauptsächlich durch die Prinzipien der Entscheidungs- und Vertragsfreiheit einerseits sowie Selbstverantwortlichkeit andererseits gekennzeichnet. Mit der Autonomie, eigene wirtschaftliche Entscheidungen selbst treffen zu dürfen, geht regelmäßig auch die Verpflichtung einher, für die Folgen der eigenen Entscheidungen auch verantwortlich zu sein. Ein Teilaspekt dieser Vertragsfreiheit ist die Gewerbefreiheit, also die Freiheit, Gewerbebetriebe (wie Kreditinstitute) ohne besondere staatliche Vorgaben betreiben zu können. Deshalb dürfen weite Teile westlicher Volkswirtschaften ohne besondere staatliche Überwachung auf den Märkten gewerblich tätig werden. Noch die Gewerbeordnung von 1869 unterwarf nur wenige
gewerbliche Tätigkeiten einer besonderen (gewerbepolizeilichen) Kontrolle; die bankgeschäftliche Tätigkeit als solche jedenfalls war von einer uneingeschränkten
Gewerbefreiheit begünstigt.
Ziel der Bankenregulierung ist meist die Erhaltung der Stabilität des Bankwesens und des übergeordneten Finanzsystems, es kann aber auch sozial- und industriepolitische Motive geben.
Das Bankwesen gehört in den entwickelten Ländern zu den am stärksten regulierten Teilmärkten einer Volkswirtschaft.

## Geschichte
Eine erste Bankenaufsicht entstand in Deutschland aufgrund der Notverordnung vom 19. September 1931 mit dem „Kuratorium für das Bankgewerbe“ und dem „Amt des Kommissars für das Bankgewerbe“, beide jeweils angesiedelt bei der Reichsbank unter dem ersten Reichskommissar Friedrich Ernst.
Das Kreditwesengesetz (KWG) vom 5. Dezember 1934 markierte den Beginn einer allgemeinen, kodifizierten Bankenaufsicht, deren Grundprinzipien sich teilweise bis heute erhalten haben. Es führte unter anderem das neue, bei der Reichsbank gebildete „Aufsichtsamt für das Kreditwesen“ ein, das im September 1939 aufgelöst wurde und dessen Aufgaben zum „Reichsaufsichtsamt für das Kreditwesen“ wechselten, das wiederum im September 1944 aufgelöst wurde. Während das alte KWG in der Bundesrepublik Deutschland gemäß Art. 123 Abs. 1, Art. 125 Nr. 1 und Art. 74 Nr. 11 GG als Bundesrecht weiter galt, ging die Bankenaufsicht auf die Landeszentralbanken über.
Erst durch das neue KWG vom Juli 1961 entstand im Januar 1962 das Bundesaufsichtsamt für das Kreditwesen (BAKred). Im Mai 2002 erfolgte dessen Verschmelzung mit dem Bundesaufsichtsamt für den Wertpapierhandel (BAWe) und dem Bundesaufsichtsamt für das Versicherungswesen (BAV) zur Bundesanstalt für Finanzdienstleistungsaufsicht (BaFin) als Allfinanzaufsicht.

## Gründe für Bankenregulierung
Schwere Wirtschaftskrisen wie die von 1837, 1857 oder die Weltwirtschaftskrise, die sich jeweils mehr oder weniger stark auf die Finanzmärkte ausbreiteten, zeigten den Regierungen, dass es zu Marktversagen kommen kann. Erklärungen für diese Beobachtung werden in der Banktheorie gesucht. Da gleichzeitig ohne Kreditinstitute ein Funktionieren moderner Volkswirtschaften schlechthin nicht vorstellbar ist, musste eine Möglichkeit gefunden werden, die Funktionsfähigkeit des Kreditwesens zu erhalten. Deshalb wurde in Deutschland als Folge der deutschen Bankenkrise im Jahre 1931 das erste Kreditwesengesetz im Januar 1934 erlassen.
Aus ordnungspolitischer Sicht bestehen für eine Überwachung der Kreditinstitute durch staatliche Institutionen folgende Gründe:
- Anlegerschutz

Bei der Insolvenz einer Bank würden die Anleger (einen Teil ihrer) Einlagen verlieren. Da möglicherweise wegen der gegenseitigen Abhängigkeiten und Verflechtungen viele Banken gleichzeitig betroffen sein könnten, kann eine allgemeine Bankenkrise ausgelöst werden. Damit würden große Teile des Volksvermögens vernichtet und die gesamte Volkswirtschaft gefährdet. Um den Schutz der Geldanleger zu gewährleisten, wurden deshalb weltweit nationale Einlagensicherungssysteme geschaffen.
- Rechnungslegungs- und Publizitätsvorschriften

In einer idealen Welt würde der Wettbewerb dazu führen, dass Bankkunden Banken mit einer riskanten Geschäftspolitik meiden und ihr Geld bei solide wirtschaftenden Banken anlegen. In der Praxis ist es aber für den Anleger schwer, das tatsächliche Risiko der Geschäftspolitik der Bank aus Gründen mangelnder Transparenz zu erkennen. Daher wird es als notwendig erachtet, die erforderliche Transparenz durch Rechnungslegungs- und Publizitätsvorschriften zu erzwingen.
- Allgemeiner Zahlungsverkehr

Der gesamte bare und unbare Zahlungsverkehr einer Volkswirtschaft wird durch Banken organisiert und abgewickelt. Dieser Zahlungsverkehr würde durch Bankenkrisen empfindlich gestört, sodass das Funktionieren einer Volkswirtschaft zumindest erheblich beeinträchtigt würde.

## Regelungsebenen der Bankenregulierung
In Deutschland, Österreich und der Schweiz ist die Bankenregulierung dual organisiert. Einerseits hat die Legislative bankspezifische Gesetze erlassen, die Art und Umfang der Bankgeschäfte kontingentieren, andererseits wird die Einhaltung dieser Gesetze durch staatliche Institutionen überwacht.

### Gesetze und Verordnungen
Eine Vielzahl von Gesetzen und Verordnungen, die nur im Verhältnis zwischen Kreditinstituten und Bankenaufsicht gelten, greift detailliert in das Bankwesen ein. In Deutschland sind dies insbesondere
- das Kreditwesengesetz (KWG),
- die in allen EU-Mitgliedstaaten geltende Verordnung (EU) Nr. 575/2013 Kapitaladäquanzverordnung (CRR),
- die Mindestanforderungen an das Risikomanagement (MaRisk),
- die Großkredit- und Millionenkreditverordnung (GroMiKV),
- das Kapitalanlagegesetzbuch (KAGB),
- das Wertpapierhandelsgesetz (WpHG),
- das Depotgesetz (DepG),
- das Pfandbriefgesetz (PfBG),
- oder die Solvabilitätsverordnung (SolvV).

Wesentliche, mit dem KWG vergleichbare Gesetze sind in Österreich das Bankwesengesetz und in der Schweiz das Bankengesetz. In den Vereinigten Staaten ist insbesondere der Dodd–Frank Act relevant.

### Bankenaufsicht
Als Bankenaufsicht werden Aufsichtsbehörden bezeichnet, die im Rahmen der staatlichen Finanzmarktaufsicht die Tätigkeit von Kreditinstituten und Finanzdienstleistungsinstituten und die Finanzmärkte überwachen. Historisch betrachtet ist die Entwicklung der Bankenaufsicht in Deutschland eng mit den Geschehnissen von großen Bankenpleiten verknüpft, denn eine allgemeine Bankenaufsicht in Deutschland erfolgte mit der Schließung der Darmstädter und Nationalbank (Danatbank) im Juli 1931 infolge der Weltwirtschaftskrise der Jahre 1929 bis 1932.
Generell wird unterschieden zwischen makroprudenzieller und mikroprudenzieller Aufsicht. Die makroprudenzielle Aufsicht identifiziert und prognostiziert vorausschauend Risiken für die Stabilität des gesamten Finanzsystems. Als makroprudenzielle Überwachung werden die Tätigkeiten der Aufsichtsbehörden und Zentralbanken bezeichnet, die das Ziel verfolgen, Risiken für das Finanzsystem als Gesamtheit zu identifizieren, zu analysieren zu bewerten und zu mindern. Im Rahmen der mikroprudenziellen Aufsicht ist das klassische präventive Aufsichtsinstrument die Zulassungspflicht für die Kreditinstitute durch Erteilung einer Banklizenz (§ 32 KWG). Die laufende Aufsicht ist der wesentliche Teil der Bankenaufsicht, der die kontinuierliche Einhaltung der Zulassungsvoraussetzungen und des Bankenaufsichtsrechts sicherstellen soll.

## Ziele der Bankenregulierung
„Die BaFin nimmt ihre Aufgaben und Befugnisse nur im öffentlichen Interesse wahr“ (§ 4 Abs. 4 FinDAG). In diesem Grundsatz kommt einerseits der ordnungspolitische Gedanke zum Ausdruck, dass es keine generelle Staatshaftung zugunsten der Anleger gibt, andererseits ist die Ausrichtung ausschließlich am öffentlichen Interesse Ausdruck der Überlegung, dass nicht der unmittelbare Anlegerschutz, sondern die Behebung von Funktionsmängeln des Bankenmarktes eine staatliche Aufgabe ist.
Die Hauptziele der Bankenaufsicht sind in § 6 KWG zusammengefasst. Die Bankenregulierung soll danach Missständen im Kreditwesen entgegenwirken, die
- die Sicherheit der den Instituten anvertrauten Vermögenswerte gefährden,
- die ordnungsgemäße Durchführung der Bankgeschäfte beeinträchtigen oder
- erhebliche Nachteile für die Gesamtwirtschaft nach sich ziehen können.

Das KWG gibt den Kreditinstituten Regeln vor, die sie sowohl bei der Gründung als auch beim Betreiben ihrer Geschäfte zu beachten haben. Diese Regeln sind darauf ausgerichtet, Fehlentwicklungen vorzubeugen, die das reibungslose Funktionieren des Bankenapparates stören könnten. Wie intensiv Banken beaufsichtigt werden, hängt von Art und Umfang der Geschäfte ab, die sie betreiben. Die Aufsicht richtet grundsätzlich ihr Hauptaugenmerk darauf, dass Institute genügend Eigenmittel und Liquidität vorhalten und angemessene Risikokontrollmechanismen für ein Risikomanagement installiert haben.
Die Bankenregulierung kann (und sollte auch) nicht in jedem Fall eine Insolvenz verhindern helfen. Präventiv sorgen § 46, § 46a und § 46b KWG bei sich abzeichnenden Krisen für Eingriffsmöglichkeiten der Bankenaufsicht.

## Regulierungsarbitrage

### Allgemeines
Unterscheiden sich die Rechtsordnungen verschiedener Staaten im Hinblick auf das Wirtschafts-, Finanz- und Steuerrecht, so können Wirtschaftssubjekte aufgrund der Niederlassungsfreiheit ihren Geschäfts- oder Wohnsitz in denjenigen Staat verlagern, der die geringsten Marktregulierungen oder niedrigsten Steuern aufweist. Wesentliche Ursache der Regulierungsarbitrage ist mithin die mangelnde Harmonisierung der nationalen Rechtsnormen.
Als Regulierungsarbitrage (englisch regulatory capital arbitrage) werden mithin Ausweichversuche von Marktteilnehmern bezeichnet, durch Marktregulierung untersagte bzw. erschwerte Geschäfte oder Transaktionen entweder durch Gesetzesumgehung oder Aktivitäten auf nicht der Marktregulierung unterliegenden Teilmärkten abzuschließen oder durch Finanzinnovationen die Marktregulierung zu umgehen. Es werden Aktivitäten erfasst, mit denen Verschärfungen aufsichtsrechtlicher Regelungen, insbesondere zur Eigenkapitalunterlegung von Risiken, wieder entschärft oder umgangen werden. Antrieb für die Regulierungsarbitrage ist der Unterschied zwischen dem durch Regulierungsvorschriften verkörperten und dem tatsächlich von den Instituten wahrgenommenen ökonomischen Finanzrisiko eines Geschäfts oder einer Transaktion.
Die zunehmende Marktregulierung im Finanzwesen behindert die Kreditinstitute und Finanzdienstleister bei ihrer Geschäftstätigkeit, so dass sie Anreize sehen, insbesondere Bankgeschäfte und Transaktionen zu entwickeln, die nicht der Marktregulierung unterliegen. Auf diese Weise entstanden Kreditsubstitute (wie die Verbriefung), Finanzinnovationen oder Kreditrisikomodelle.

### Arten
Unterschieden wird zwischen taktischer und strategischer Regulierungsarbitrage:
- Taktische Regulierungsarbitrage liegt vor, wenn sich die Rechtsordnungen verschiedener Staaten im Hinblick auf das Aufsichtsrecht voneinander unterscheiden und sich deshalb ein Marktteilnehmer durch Verlagerung des Geschäftssitzes für die für ihn günstigere Rechtsordnung entscheidet. Auf diese Weise sind Briefkastengesellschaften, Offshore-Finanzplätze, Schattenbanken oder Steueroasen entstanden. Der Geschäftssitz der Depfa Bank beispielsweise wurde im Juni 2002 unter anderem auch deshalb nach Irland verlegt, weil dort die Bankenaufsicht weniger streng war als in Deutschland.[16]
- Strategische Regulierungsarbitrage sind Gestaltungsmöglichkeiten bei bankinternen Risikomodellen, die zu einer Verminderung der regulatorischen Eigenmittel führen.[17] Dies ist beispielsweise der Fall, wenn eine Bank als Originator Hypothekendarlehen mittels Verbriefung durch True-Sale an eine – nicht der Bankenaufsicht unterworfene – Zweckgesellschaft überträgt (englisch clean break)[18] und nicht weiter dafür haftet, dass die Hypothekenforderungen am Fälligkeitstag durch den Schuldner beglichen werden. Zu diesem Zweck muss die Struktur der Zweckgesellschaft nach Art. 4 Abs. 1 Nr. 66 Richtlinie 2013/575/EU Kapitaladäquanzverordnung (CRR) darauf ausgelegt sein, die eigenen Verpflichtungen von denen des Originators zu trennen und deren wirtschaftliche Eigentümer die damit verbundenen Rechte uneingeschränkt verpfänden oder veräußern können.

Während die taktische Regulierungsarbitrage in der Ausnutzung unterschiedlicher Rechtsordnungen besteht, wird die strategische unternehmensintern aufgrund des Risikomanagements vorgenommen.

### Beispiele
Im Bankwesen werden Anlagebuch und Handelsbuch durch das Bankenaufsichtsrecht unterschiedlich behandelt, was ökonomisch nicht nachvollziehbar ist. Je nach Zuordnung eines Bankgeschäfts zu einem dieser beiden Bücher resultiert eine unterschiedliche Eigenmittelbelastung. Es entsteht somit ein Anreiz für Kreditinstitute, durch geschickte Gestaltung des Geschäfts die günstigere Belastung zu wählen (strategische Regulierungsarbitrage).
Handelsrechtlich sind Umgliederungen des Anlagebestands in den Handelsbestand nach § 340e Abs. 3 Satz 2 HGB unzulässig, umgekehrt sind sie nach § 340 Abs. 3 Satz 3 HGB nur zulässig, „wenn außergewöhnliche Umstände, insbesondere schwerwiegende Beeinträchtigungen der Handelbarkeit der Finanzinstrumente, zu einer Aufgabe der Handelsabsicht durch das Kreditinstitut führen“. Hierunter fallen grundlegende Marktstörungen wie etwa während der Finanzkrise ab 2007.
Das in § 1 KAGB definierte Investmentgeschäft lässt viele Rechtsfragen offen. Investmentclubs oder Family-Offices können durch geringfügige Vertragsgestaltungen darüber entscheiden, ob sie dem KAGB unterliegen oder nicht. Unterliegen sie dem KAGB nicht, so steht unter Umständen das WpHG oder KWG als Auffangregelung bereit.

## Kritik
Die wenig verbreitete Vorstellung, man könne auf Bankenregulierung verzichten, wird unter dem Stichwort Free Banking diskutiert. Selbst unter den laissez-faire Befürwortern ist nur eine Minderheit für die Realisierung eines Free Banking. Zahlreiche Fälle des Versagens der Bankenregulierung wie beispielsweise im Falle von Wirecard haben gezeigt, dass sich die Finanzmärkte nicht selbst regulieren können und deshalb einer Aufsicht bedürfen.